# Conochilus natans
Conochilus natans är en hjuldjursart som först beskrevs av Seligo 1900.  Conochilus natans ingår i släktet Conochilus och familjen Conochilidae. Arten är reproducerande i Sverige. Inga underarter finns listade i Catalogue of Life.